# Ульянычев, Александр Никитович
Александр Никитович Ульянычев (22 июля 1937 года, село Истомиха, Домодедовский район, Московская область — 2005 год, Москва) — бригадир монтажников специального треста № 7 объединения «Спецмашмонтаж» Министерства монтажных и специальных строительных работ СССР, Московская область. Герой Социалистического Труда (1983).

## Биография
Родился в 1937 году в многодетной семье потомственного кузнеца в селе Истомиха Домодедовского района. Окончил семь классов местной сельской школы. Обучался в школе ДОСААФ, где получил специальность «авиамоторист». Позднее был призван на Военно-морской флот. После получения специальности турбиниста в учебном отряде Балтийского флота в Кронштадте проходил дальнейшую службу на крейсере «Александр Невский», позднее — в составе дивизиона кораблей специального назначения Северного флота, который базировался на ядерном полигоне на Новой Земле. В 1953 году принимал участие в обеспечении ядерных испытаний первой советской водородной бомбы на Новой Земле.
После флота трудился с 1959 года в СМУ «Мосэнерго». Монтировал турбины теплоэлектростанций. С 1963 года — монтажник Специального производственно-монтажного управления № 7 (позднее — Спецтрест № 7) треста «Спецмонтаж». Позднее был назначен бригадиром монтажником.
Бригада под руководством Александра Ульянычева занималась монтажом конструкций на различных объектах Министерства обороны, космических комплексах противоракетной обороны, систем предупреждения о ракетном нападении и специальных государственных объектах.
В 1965 году бригада Александра Ульянычева работала на возведении комплекса подземных объектов Семипалатинского испытательного ядерного полигона. Коллектив монтажников сооружал скважины для ядерных испытаний, производил работы по спуску в скважины ядерных зарядов и приборов. Позднее бригада строила первую шахтную установку для баллистической ракеты Р12 конструкции М. К. Янгеля на ракетном полигоне Капустин Яр. С 1975 по 1991 года бригада Александра Ульянычева направлялась в различные рабочие командировки. Бригада возводила Центр подготовки космонавтов в Звёздном городке, радиолокационные станции, системы лазерного оружия проекта «ДОН» и противоракетной обороны А-135 на полигоне «Сары-Шаган». Последними работами, которыми занималась бригада, были монтажные работы по установке радиолокационных станций «Балхаш-9».
Указом Президиума Верховного Совета СССР от 18 августа 1983 года «за большие заслуги в выполнении заданий по монтажу специальных сооружений и вводу их в эксплуатацию» удостоен звания Героя Социалистического Труда с вручением Ордена Ленина и золотой медали Серп и Молот.
После выхода на пенсию в 1993 году проживал в Москве. Занимался общественной деятельностью. В 2001 году был одним из основателей организации Героев Социалистического Труда «Трудовая доблесть России». На собственные средства соорудил памятники-обелиски погибшим землякам в деревнях Истомиха и Новлянское.
Проживал в Москве. Скончался в 2005 году. Похоронен на общем сельском кладбище деревень Истомиха — Яковлевское — Платениха Домодедовского района.
Награды
- Герой Социалистического Труда
- Орден Ленина — дважды (19.09.1974; 1983)
- Орден «Знак Почёта» (07.05.1971)